# Arielulus societatis
Arielulus societatis  (Hill, 1972) è un pipistrello della famiglia dei vespertilionidi endemico della Penisola malese.

## Descrizione

### Dimensioni
Pipistrello di piccole dimensioni, con la lunghezza dell'avambraccio tra 35 e 38 mm, la lunghezza della coda tra 33 e 37 mm, la lunghezza delle orecchie tra 8,5 e 9 mm e un peso fino a 5,5 g.

### Aspetto
La pelliccia è lunga e densa. Le parti dorsali variano dal marrone scuro al nero, con la punta dei singoli peli arancione o dorata, mentre le parti ventrali sono marroni, con le estremità dei singoli peli che variano dal grigio pallido al giallastro. Una macchia chiara è presente sui lati del collo dietro ogni orecchio. Sulla parte anteriore della gola è presente una piccola verruca ricoperta di lunghi peli. Le orecchie sono relativamente corte, marroni scure, con i bordi vistosamente marcati di giallo e con un lobo alla base in prossimità dell'occhio. Il trago è corto, leggermente piegato in avanti e con la punta smussata. Le membrane alari sono nere. La lunga coda è inclusa completamente nell'ampio uropatagio. Il calcar è lungo.

## Distribuzione e habitat
Questa specie è conosciuta soltanto nella Malaysia peninsulare, negli stati di Perak orientale, Kelantan e Pahang occidentali e Selangor settentrionale.
Vive nelle foreste primarie e secondarie vicino ai corsi d'acqua a circa 266 metri di altitudine.

## Conservazione
La IUCN Red List, considerato l'areale limitato e frammentato e il continuo declino nell'estensione e nella qualità del proprio habitat, classifica A.societatis come specie vulnerabile (VU).